# 米沢市立三沢東部小学校
米沢市立三沢東部小学校（よねざわしりつ みさわとうぶしょうがっこう）はかつて山形県米沢市にあった公立小学校。

## 教育目標
- 三沢大好き かしこく やさしく たくましく[1]

## 沿革
- 1922年（大正11年）11月 - 簗沢尋常高等小学校と小野川尋常高等小学校が統合して、簗沢小野川尋常高等小学校として開校
- 1928年（昭和3年）4月 - 三沢尋常高等小学校に改称
- 1941年（昭和16年）4月1日 - 国民学校令により三沢東部国民学校に改称
- 1947年（昭和22年）4月1日 - 学制改革により、三沢村立三沢東部小学校に改称
- 1954年（昭和29年）10月1日 - 米沢市との合併で米沢市立三沢東部小学校に改称
- 1961年（昭和36年）3月 - 体育館完成
- 1970年（昭和45年）3月 - 校舎完成
- 1975年（昭和50年）11月 - プール新設
- 1987年（昭和62年）2月 - 相撲場、屋根建立
- 1991年（平成3年）3月31日 - 糸畔分校廃校
- 2008年（平成20年）3月31日 - 笹原分校廃校、山梨沢分校休校
- 2011年（平成23年）8月 - 体育館完成
- 2023年（令和5年）3月 - 西部小学校との統合に伴い廃校[2]

## 通学区域
- 赤芝町、小野川町、大字簗沢[3]

## 進学先中学校
- 公立学校は、第三中学校へ進学[3]。